# CBS Children's Film Festival
CBS Children's Film Festival es una serie de televisión infantil de origen estadounidense que consistía en la proyección de filmes infantiles (varios de ellos doblados al inglés). La serie fue originalmente un espacio esporádico que se emitía los sábados por la mañana, los domingos a la tarde, o después de las horas de clase en el año 1967 por la pantalla de la CBS. El espacio se convirtió en programa regular en el año 1971, emitiendo filmes en un espacio de una hora. CBS Children's Film Festival estaba presentado por el trío de marionetas Kukla, Fran y Ollie, controlados por Burr Tillstrom. Les acompañaba la actriz Fran Allison.
Kukla, Fran y Ollie fueron eliminados de la serie en 1977 y el programa fue renombrado CBS Saturday Film Festival. El canal canceló el programa en 1984 después de varios años de emisiones irregulares.
Tal vez el más famoso "episodio" de la serie fue el filme británico de 1960 Hand in Hand, la historia de una profunda amistad entre dos alumnos de la escuela elemental, un muchacho católico y una muchacha judía. 
Además de exhibir muchas películas estadounidenses y británicas, el programa también emitía filmes rusos, franceses, búlgaros, japoneses, suecos, italianos, chinos, australianos y suráfricanos, entre otros países. 
Otros filmes destacables del ciclo incluyen una película francesa ganadora de un Oscar, El Globo Rojo, Skinny and Fatty de Japón, y Digby, the Biggest Dog in the World de Gran Bretaña.